# Ninurta-tukulti-Ašur
Ninurta-tukulti-Ašur (na napisih mdNinurta2-tukul-ti-Aš-šur) je bil kratek čas leta 1133 pr. n. št. kralj Asirije. Na seznamu asirskih kraljev je omenjen na 84. mestu. Na prestolu je nasledil svojega očeta Ašur-dana I. (vladal 1179–1133 pr. n. št.).

## Vladanje
Vladal je okoli leta 1133, verjetno že prej kot sovladar očeta Ašur-dana I. Zapisi omenjenjo, da je vladal ṭupppišu, kar se običajno prevede kot "manj kot eno leto".
Zdi se, da je na prestol prišel  s pomočjo Babiloncev. Po Kroniki P je Babiloncem vrnil kip Marduka, ki ga je v Babilonu ukradel Tukulti-Ninurta I. O njegovi vladavini pričajo številni dokumenti, vključno z mnogimi poslovnimi besedili.
V pismu babilonskemu kralju, morda Iti-Marduk-balatuju,  ga je asirski kralj, domnevno Mutakil-Nusku, opisal kot "neveščega dečka". Po kratki vladavini ga je brat Mutakkil-Nusku izgnal in je zbežal v Babilonijo.